# Rathaus Ortrand

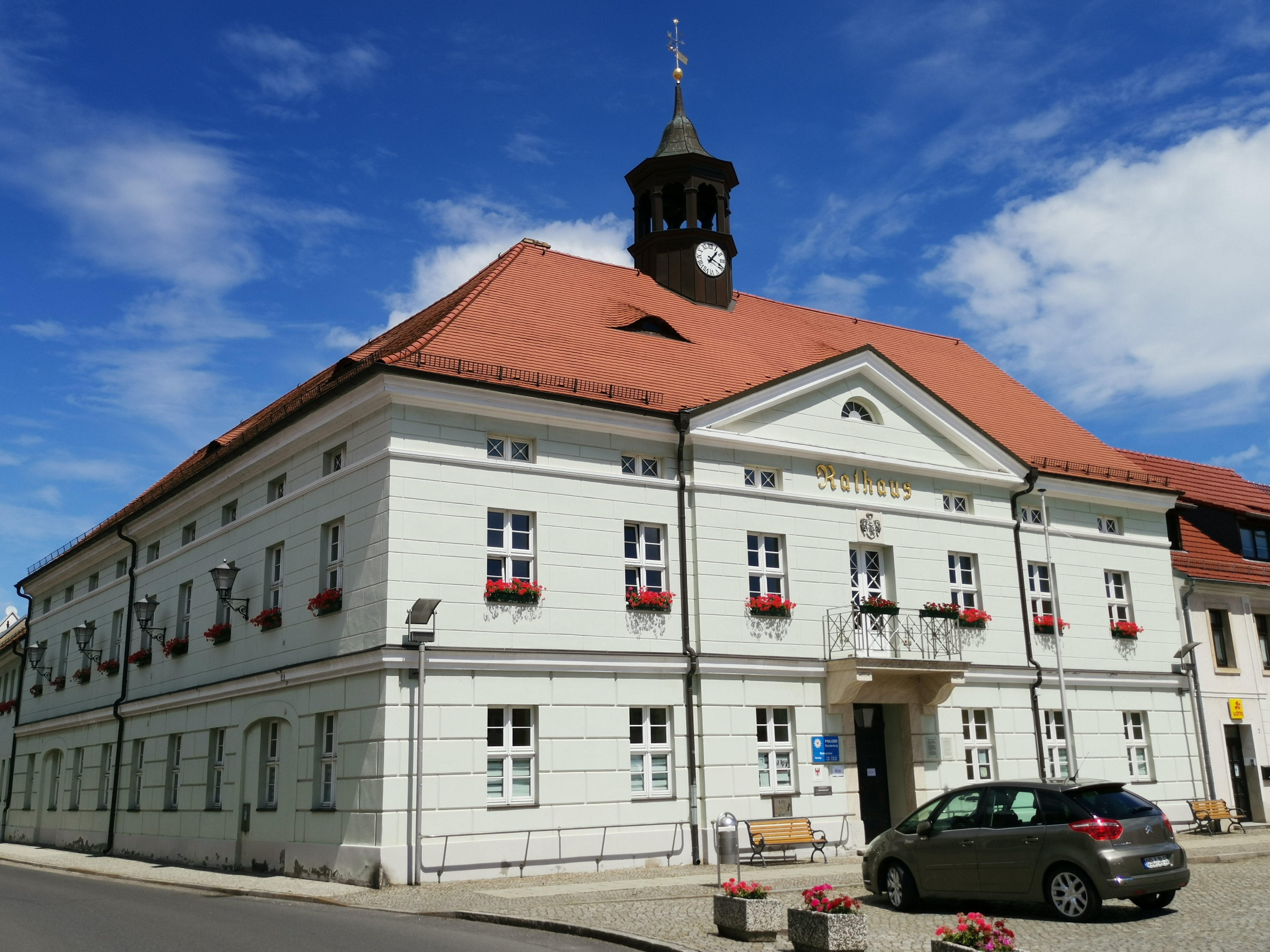
Rathaus Ortrand

Das Rathaus Ortrand ist ein denkmalgeschütztes Gebäude in der südbrandenburgischen Stadt Ortrand im Landkreis Oberspreewald-Lausitz. Das klassizistische Rathaus steht an der Nordseite das Marktes zwischen der Straße der Einheit und der Rathausgasse.

## Geschichte
Nachdem der Stadtbrand vom 4. Oktober 1838 das Rathaus aus dem Jahr 1525 zerstörte, entschied die Stadtverwaltung ein neues zu errichten. Das alte Rathaus befand sich nur mit dem Giebel an der Ostseite des Marktes. Für den Neubau erwarb die Stadtverwaltung die Brandstellen der Häuser Nr. 71, 72 und 73 an der Nordseite des Marktes. Dies waren die ehemaligen Häuser des Nagelschmieds Markert, des Bäckermeisters Paust und des ehemaligen Bürgermeisters Lucas.
Nach den Bauplänen von Maurermeister Böhmig und Zimmermeister Grafe entstand 1840 das Rathaus. Neben den Verwaltungsräumen und Räumen für den Betrieb einer Schankwirtschaft verfügte es über zwei Wohnungen, eine Aufenthaltsstube für die Nachtwächter und ein Gefängnis. Die Wohnungen waren für den Polizeidiener und den Gefängniswärter. Deren ursprüngliche Wohnungen im Dresdner Torhaus beziehungsweise im Torhaus des Schlosses Lindenau konnten eingespart werden. Ebenfalls eingespart wurden damit das Gefängnis im Lindenauer Torhaus und das Wachgebäude auf dem Ortrander Markt. Die Baukosten beliefen sich auf 11.686 Thaler und 28 Silbergroschen.
Zur Ratskellerwirtschaft gehörten eine Ratsstube und eine öffentliche Schenkstube sowie ein Billardzimmer im Erdgeschoss und im Obergeschoss an der Marktseite ein Tanzsaal. Die Stadtverwaltung nutzte den westlichen Teil des Rathauses. Im Hinterhaus befanden sich die Wohnungen sowie im Obergeschoss das Gefängnis. Zur heutigen Straße der Einheit existierte eine Toreinfahrt. Im Jahr 1901 zogen die Stadthauptkasse und die Stadtsparkasse in zwei Räume ein. Nachdem die Schankwirtschaft eingegangen war, übernahm die Stadtsparkasse deren Räume im Untergeschoss. In den Jahren 1927/1929 erfolgte durch Baumeister Hofmann der Umbau des Rathauses, da die bisherigen Räume für die Stadtsparkasse nicht mehr ausreichten. Dabei wurde das angrenzende Geschäftshaus des Schuhmachermeisters Dreßler in den Bau mit einbezogen. Die Umbaukosten übernahm die Stadtsparkasse. Über das erworbene Nachbargebäude erhielt das Rathaus eine Zufahrt zur Rathausgasse, die bis dahin bestehende Zufahrt von der Straße der Einheit wurde in den Umbau mit einbezogen. Neben der Stadtsparkasse erhielt auch die Stadtbibliothek Räume in dem umgebauten Gebäude. Aus dem verkleinerten Tanzsaal entstand der große Sitzungssaal, im Erdgeschoss wurde ein Tresorraum eingebaut. Das Hinterhaus wurde abgerissen und die Gefängniszellen in den Hof verlegt.
Heutzutage sind im Rathaus die Stadtverwaltung Ortrand und die Verwaltung des Amtes Ortrand untergebracht.

## Baubeschreibung
Das Gebäude ist im Stil des Klassizismus errichtet. Die Front ist klar und ruhig gegliedert. An der Marktseite befinden sich ein Giebelansatz mit einem abschließenden Dreieck über Tür und Fenstern sowie ein Balkon mit einem gusseisernen Geländer. Bekrönt wird das Rathaus durch einen kleinen Dachreiter und eine Schlaguhr. Im Treppenaufgang sind zwei farbige Glasfenster angebracht, die das Stadtwappen und Symbole für Handel, Industrie, Gewerbe und Landwirtschaft zeigen.